# Виля
Ви́ля — рабочий посёлок, входящий в состав городского округа город Выкса Нижегородской области России. Административный центр рабочего посёлка Виля.

## История
Виля была основана в 1798 году Иваном Баташёвым как поселение при Верхне-Железницком металлургическом заводе (производство кос, серпов и вил). В 1803 году неподалёку было устроено новое предприятие — фабрика по изготовлению проволоки. Поселение при ней получило название Проволочное. В 1808—1811 годах в Виле возведена каменная Никольская церковь.
В 1928 году металлургический завод в Виле окончательно закрыт.
В 1945 году Виля получает статус рабочего посёлка, а село Проволочное включено в его состав.

## Общая физико-географическая характеристика
Географическое положение
Расположен в 34 км к югу от железнодорожной станции Горьковской железной дороги Навашино (на линии Муром — Арзамас), в 9 км к югу от города Выксы у реки Железницы.
Климат
Климат умеренно-холодный (согласно классификации климатов Кёппена — Dfb). Среднегодовая температура положительная и составляет + 4.6 °C, средняя температура самого холодного месяца января −10.9 °С, самого жаркого месяца июля +19.1 °С. В год выпадает около 591 мм осадков. Наименьшее количество осадков выпадает в марте, в среднем 26 мм. Большая часть осадков здесь выпадает в июле, в среднем 82 мм.
.
Часовой пояс
Виля, как и вся Нижегородская область, находится в часовой зоне МСК (московское время). Смещение применяемого времени относительно UTC составляет +3:00.

## Население
| 1959  | 1970  | 1979  | 1989  | 1999  | 2002  | 2008  | 2009  | 2010  |
| ----- | ----- | ----- | ----- | ----- | ----- | ----- | ----- | ----- |
| 7879  | ↘5655 | ↘4864 | ↘3821 | ↘3500 | ↘3395 | ↗3570 | ↗3610 | ↘3344 |
| 2011  | 2012  | 2013  | 2014  | 2015  | 2016  | 2017  | 2018  | 2019  |
| ↗3350 | ↗3477 | ↗3576 | ↗3685 | ↗3702 | ↘3685 | ↘3613 | ↘3584 | ↘3573 |
| 2020  | 2021  |       |       |       |       |       |       |       |
| ↘3563 | ↗3669 |       |       |       |       |       |       |       |

## Инфраструктура
Экономика
Население занято, в основном, на предприятиях города Выксы. В посёлке — производство строительных материалов.

## Достопримечательности
- Церковь Николая Чудотворца (1808—1811). Ротондальный храм корабельного типа в стиле классицизма с элементами неоготики.[24]
- Церковь Успения Пресвятой Богородицы (1780—1800). Деревянный храм. Восстановлен в 2008—2012 годах.[25]
- Вильский пруд — один из четырёх сохранившихся прудов гидросистемы Выксунского завода.
- Здание аптеки Верхне-Железницкого завода.